# S.W.A.T.: Firefight
S.W.A.T.: Firefight é um filme americano, lançado no Brasil em DVD no inicio do mês de abril de 2011, o filme foi dirigido por Benny Boom, é a sequencia do filme de 2003 S.W.A.T. - Comando Especial, baseado na série de televisão de 1975.

## Sinopse
‘SWAT: Fire Fight’ acompanha um oficial da SWAT de Los Angeles, Paul Cutler (Gabriel Macht) que é um especialista em táticas antiterroristas do Departamento de Polícia de Los Angeles, Cutler então é enviado a Detroit a fim de treinar seu novo time da S.W.A.T. das quais a equipe sobre as novas medidas antiterrorismo e técnicas de segurança interna, ele vai treinar sua "tropa" para saber as mais novas técnicas de resgate de reféns. Porém Cutler tem dificuldade em resolver a sua missão como ele tranca chifres com seu novo capitão e encontra a resistência da equipe, ele deve levar. Cutler começa a se ajustar à sua nova atribuição, iniciando um romance com a psicóloga da policia Kim Byers (Carly Pope) ao longo do caminho. Inesperadamente, uma chamada de rotina refém se torna mortal, e um agente do governo do ex-implacável chamado Walter Hatch (Robert Patrick) jura vingança sobre Cutler e toda a equipe da SWAT por terem matado a mulher que ele amava. Cutler deve então usar sua considerável S.W.A.T. de formação e conhecimento para salvar seus companheiros de time e derrotar um assassino treinado e perigoso.

## Elenco
- Gabriel Macht como o tenente Paul Cutler
- Carly Pope como Kim Byers
- Robert Patrick como Walter escotilha
- Shannon Kane como Lori Barton
- Giancarlo Esposito como Inspector Hollander
- Kristanna Loken como Rose Walker
- Kevin Phillips como Kyle Watters
- Nicholas Gonzalez como Justin Kellogg
- Tony Yayo como Carlos